# Troitsky (huyện của Chelyabinsk)
Huyện Troitsky (tiếng Nga: ? райо́н) là một huyện hành chính tự quản (raion), của Tỉnh Chelyabinsk, Nga. Huyện có diện tích 4517 kilômét vuông, dân số thời điểm ngày 1 tháng 1 năm 2000 là 37300 người. Trung tâm của huyện đóng ở Troitsk.